# Brachyloma delbi
Brachyloma delbi är en ljungväxtart som beskrevs av Cranfield. Brachyloma delbi ingår i släktet Brachyloma och familjen ljungväxter. Inga underarter finns listade i Catalogue of Life.